# Madeline Brewer
Madeline Brewer (Pitman, 1 de maio de 1992) é uma atriz estadunidense, reconhecida por interpretar Janine Lindo em The Handmaid's Tale: O conto de Aia, Tricia Miller em Orange Is the New Black e Miranda em Hemlock Grove.

## Filmografia
| Ano         | Título                  | Papel                      |  |
| ----------- | ----------------------- | -------------------------- |  |
| 2013        | Orange Is the New Black | Tricia Miller              |  |
| 2014        | Hemlock Grove           | Miranda Cates              |  |
| 2014        | Stalker                 | Claudia Burke              |  |
| 2016        | Black Mirror            | Raiman                     |  |
| 2017 - 2025 | The Handmaid’s Tale     | Janine (Ofwarren/Ofdaniel) |  |
| 2018        | Cam                     | Alice Ackerman             |  |
| 2019        | Hustlers                | Dawn                       |  |
| 2025        | You                     | Louise Flannery "Bronte"   |  |